# Przylądek Lisa
Przylądek Lisa (ang. Lis Point) – przylądek na Wyspie Króla Jerzego, na północnym brzegu fiordu Ezcurra Inlet, poniżej Lodospadów Szmaragdowych i Urbankowej Turni.
Nazwa została nadana na cześć Mariana Lisa, kapitana MS Zabrze - statku Polskiej Ekspedycji Antarktycznej 1976/77. 